# Ахмад Бишти
Ахмед Бишти (араб. أحمد البشتي‎) — ливийский политик, дипломат и государственный деятель. Был министром иностранных дел Королевства Ливия с 2 октября 1966 года по 4 января 1968 года. Во время его работы на посту министра иностранных дел, он был ответственным на переговорах с американцами относительно базы ВВС США в Уиллус-Филде.